# ギャラパンツ
ギャラパンツ（Gallavants）は、マーベル・プロダクション制作のアニメ映画。アメリカ合衆国では1984年11月25日に公開された。日本では公開されたことはないが、東映アニメーションが本作に関わったことがある。

## キャラクター
シャンドウ
声 - ロバート・リディアード
ティーター
声 - ヴィック・ペリン
アントニム
声 - ピーター・カレン
イージー
声 - ジョイス・ギットリン
アンティーク/トルー
声 - フランク・ウェルカー
フィース/ゴーキン
声 - フレッド・トラヴァレナ
エディール/ボーク/ギャンク
声 - バリー・ゴードン
ネッサ
声 - ダイアン・パーシング
クイーン・マリカム
声 - ジェーン・ハミルトン
ギャリー
声 - BJ・ウォード
ババッグス/フォル
声 - ウェンディ・ホフマン
クーボ
声 - フレッド・マクグラス
アゾール
声 - チャーリー・カラス
サンク
声 - ケン・サンソム
クーシュ
声 - 不明